# Operatori di telefonia mobile con infrastruttura di rete in Europa
     > 140%
     120–140%
     100–120%
     < 100%
     Dati non disponibili

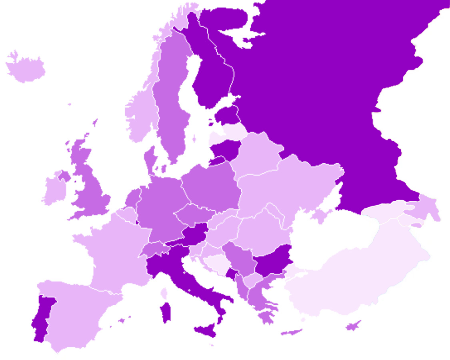
Penetrazione telefonica in Europa basata su dati che vanno dal 2009 al 2012:
> 140%
120–140%
100–120%
< 100%
Dati non disponibili

Un operatore di rete mobile o MNO (noto anche come operatore di telefonia mobile ovvero operatore di rete mobile), è un fornitore di servizi di comunicazione wireless. I principali MNO in Europa sono elencati di seguito.
Per la lista degli MVNO europei, vedi la voce operatori virtuali di rete mobile in Europa

## Albania
| Posizione | Operatore                                                | Tecnologia                                                                                                | Abbonati (in milioni) | Proprietario/i   | MCC / MNC |
| --------- | -------------------------------------------------------- | --- | --------------------- | ---------------- | --------- |
| 1         | One Telecommunications (Precedentemente Telekom Albania) | GSM-900/1800 MHz (GPRS, EDGE) 2100 MHz UMTS, HSDPA, HSUPA, HSPA, HSPA+, DC-HSPA+ 1800/2600 MHz LTE, LTE-A | 1,01 (Q1 2018) (36%)  | Deutsche Telekom | 27601     |
| 2         | Vodafone Albania                                         | GSM-900/1800 MHz (GPRS, EDGE) 2100 MHz UMTS, HSDPA, HSUPA, HSPA, HSPA+, DC-HSPA+ 1800/2600 MHz LTE, LTE-A | 1,34 (Q1 2018) (48%)  | Vodafone         | 27602     |
| 3         | ALBtelecom (Precedentemente Eagle MOBILE)                | GSM-900/1800 MHz (GPRS, EDGE) 2100 MHz UMTS, HSDPA, HSUPA, HSPA, HSPA+, DC-HSPA+ 1800/2600 MHz LTE, LTE-A | 0,50 (Q1 2018) (16%)  | ALBtelecom       | 27603     |

## Andorra
| Posizione | Operatore                                                                     | Tecnologia                                                    | Abbonati (in milioni) | Proprietario/i           | MCC / MNC |
| --------- | ----------------------------------------------------------------------------- | ------------------------------------------------------------- | --------------------- | ------------------------ | --------- |
| 1         | Andorra Telecom (Precedentemente Servei de Telecomunicacions d'Andorra (STA)) | GSM-900/1800 MHz (GPRS) 2100 MHz UMTS, HSDPA 800/1800 MHz LTE | 0,065 (2011)          | Di proprietà dello stato | 21303     |

## Armenia
| Posizione | Operatore | Tecnologia                                                                                                | Abbonati (in milioni) | Proprietario/i |
| --------- | --------- | --- | --------------------- | -------------- |
| 1         | Viva MTS  | GSM-900/1800 MHz (GPRS, EDGE) 2100 MHz UMTS, HSDPA, HSUPA, HSPA, HSPA+, DC-HSPA+ 1800/2600 MHz LTE, LTE-A | 2,1 (2019)            | MTS            |
| 2         | Beeline   | GSM-900/1800 MHz (GPRS, EDGE) 2100 MHz UMTS, HSDPA, HSUPA, HSPA, HSPA+, DC-HSPA+ 1800/2600 MHz LTE, LTE-A | 1,0 (2017)            | VEON           |
| 3         | Ucom      | GSM-900/1800 MHz (GPRS, EDGE) 2100 MHz UMTS, HSDPA, HSUPA, HSPA, HSPA+, DC-HSPA+ 1800/2600 MHz LTE, LTE-A | 0,933 (2017)          | Ucom           |

## Austria
| Posizione | Operatore                                     | Tecnologia | Abbonati (in milioni)               | Proprietario/i                                                                          | MCC / MNC |
| --------- | --------------------------------------------- | --- | ----------------------------------- | --------------------------------------------------------------------------------------- | --------- |
| 1         | A1 Austria                                    | GSM-900/1800 (GPRS, EDGE) 2100 MHz UMTS, HSDPA, HSUPA, HSPA+, DC-HSPA+ 800/1800/2600 MHz LTE, LTE-A                                                                        | 5,5 (incluso yesss!) (3Q 2016)      | A1 Telekom Austria Group, América Móvil (51%), ÖBIB (28,42%), azionisti liberi (20,58%) | 23201     |
| 2         | T-Mobile Austria (Precedentemente max.mobil.) | GSM-900/1800 (GPRS, EDGE) 900/2100 MHz UMTS, HSDPA, HSUPA, HSPA+, DC-HSPA+ (roams on 3's UMTS network where no UMTS) 800/1800/2100/2600 MHz LTE, LTE-A                     | 6,071 (incluso tele.ring) (1Q 2018) | Deutsche Telekom                                                                        | 23203     |
| 3         | Drei Austria                                  | GSM-900/1800 (GPRS, EDGE) (Effettua Roaming sulla rete GSM di T-Mobile quando è necessario) 2100 MHz UMTS, HSDPA, HSUPA, HSPA+, DC-HSPA+ 900/1800/2100/2600 MHz LTE, LTE-A | 3,5 (giugno 2018)                   | CK Hutchison Holdings                                                                   | 23205     |

## Azerbaigian
| Posizione | Operatore | Tecnologia                                                                                | Abbonati (in milioni) | Proprietario/i | MCC / MNC |
| --------- | --------- | ----------------------------------------------------------------------------------------- | --------------------- | -------------- | --------- |
| 1         | Azercell  | GSM-900/1800 (GPRS, EDGE) 900/2100 MHz UMTS, HSDPA, HSUPA, HSPA+ 1800/2600 MHz LTE, LTE-A | 5,3 (Q1 2018)         | AzInTelecom    | 25702     |
| 2         | Bakcell   | GSM-900/1800 (GPRS, EDGE) 900/2100 MHz UMTS, HSDPA, HSUPA, DC-HSPA+                       | 4,937 (Q1 2014)       | NEQSOL Holding | 25701     |
| 3         | Nar       | GSM-900/1800 (GPRS, EDGE) 2100 MHz UMTS, HSDPA, HSUPA, HSPA+ 1800/2600 MHz LTE, LTE-A     | 1,2 (Q2 2012)         | Azerfon LLC    | 25704     |
| 4         | Nakhtel   | 1800/2600 MHz LTE, LTE-A                                                                  |                       | Nakhtel LLC    | 25706     |

## Belgio
| Posizione | Operatore                                      | Tecnologia                                                              | Abbonati (in milioni) | Proprietario/i    | MCC / MNC |
| --------- | ---------------------------------------------- | ----------------------------------------------------------------------- | --------------------- | ----------------- | --------- |
| 1         | Proximus                                       | GSM-900/1800 (EDGE) 900/2100 MHz UMTS, DC-HSPA+ 800/1800 MHz LTE, LTE-A | 5,75 (Q4 2017)        | Proximus          | 20601     |
| 2         | Orange Belgium (Precedentemente Mobistar, OBE) | GSM-900/1800 (EDGE) 900/2100 MHz UMTS, DC-HSPA+ 800/1800 MHz LTE, LTE-A | 3,85 (Q4 2017)        | Orange S.A. (54%) | 20610     |
| 3         | BASE                                           | GSM-900/1800 (EDGE) 900/2100 MHz UMTS, DC-HSPA+ 800/1800 MHz LTE        | 2,8 (Q4 2017)         | Telenet           | 20620     |

## Bielorussia
| Posizione | Operatore  | Tecnologia                                                                                | Abbonati (in milioni)   | Proprietario/i                                  | MCC / MNC |
| --------- | ---------- | ----------------------------------------------------------------------------------------- | ----------------------- | ----------------------------------------------- | --------- |
| 1         | MTS        | GSM-900/1800 (GPRS, EDGE) 900/2100 MHz UMTS, HSDPA, HSUPA, HSPA+ 1800/2600 MHz LTE, LTE-A | 5,3 (Q1 2018)           | Beltelecom (51%), MTS (49%)                     | 25702     |
| 2         | A1 Belarus | GSM-900/1800 (GPRS, EDGE) 900/2100 MHz UMTS, HSDPA, HSUPA, DC-HSPA+                       | 4,937 (Q1 2014)         | A1 Telekom Austria Group                        | 25701     |
| 3         | Life:)     | GSM-900/1800 (GPRS, EDGE) 2100 MHz UMTS, HSDPA, HSUPA, HSPA+ 1800/2600 MHz LTE, LTE-A     | 1,2 (Q2 2012)           | Turkcell (80%), Governo della Bielorussia (20%) | 25704     |
| 4         | BeCloud    | 1800/2600 MHz LTE, LTE-A                                                                  | infrastructure operator | RUE "National Traffic Exchange Center" (51%)    | 25706     |

## Bosnia ed Erzegovina
| Posizione | Operatore  | Tecnologia                                                                                                   | Abbonati (in milioni) | Proprietario/i   | MCC / MNC |
| --------- | ---------- | --- | --------------------- | ---------------- | --------- |
| 1         | BH Telecom | GSM-900 (GPRS, EDGE) 2100 MHz UMTS, HSDPA+, HSPA                                                             | 1,491 (dicembre 2012) | BH Telecom       | 21890     |
| 2         | Mtel       | GSM-900/1800 (GPRS, EDGE) 900/2100 MHz UMTS, HSPA, HSPA+, HSDPA, HSDPA+, DC-HSPA, DC-HSPA+                   | 1,414 (dicembre 2012) | Telekom Srbija   | 21805     |
| 3         | HT Eronet  | GSM-900 (GPRS, EDGE) 900/2100 MHz UMTS, HSPA, HSPA+, HSDPA, HSDPA+, DC-HSPA, DC-HSPA+, LTE, LTE-A, LTE-A Pro | 0,445 (Dec 2012)      | Hrvatski Telekom | 21803     |

## Bulgaria
| Posizione | Operatore                         | Tecnologia | Abbonati                          | Copertura    | Proprietario/i                           | MCC / MNC |
| --------- | --------------------------------- | --- | --------------------------------- | ------------ | ---------------------------------------- | --------- |
| 1         | A1                                | GSM-900 (GPRS, EDGE) 900/2100 MHz UMTS, HSDPA, HSPA+ 1800/2100 MHz LTE, LTE-A                                                                                   | 3 973 505 (incluso Bob) (Q2 2018) | Collegamento | Telekom Austria                          | 28401     |
| 2         | Telenor (Precedentemente Globul)  | GSM-900 (GPRS, EDGE) 900/2100 MHz UMTS, HSDPA, HSUPA, HSPA+, DC-HSPA+ 900/1800/2100 MHz LTE, LTE-A                                                              | 3 113 042 (Q2 2018)               | Collegamento | PPF                                      | 28405     |
| 3         | Vivacom (Precedentemente Vivatel) | GSM-900 (GPRS, EDGE) 900/2100 MHz UMTS, HSDPA, HSPA+, DC-HSPA+ (DC-HSPA+ is not active in some cities due to a 10 MHz of LTE 2100) 900/1800/2100 MHz LTE, LTE-A | 3 053 000 (Q2 2018)               | Collegamento | Bulgarian Telecommunications Company EAD | 28403     |

## Cipro
| Posizione | Operatore                                    | Tecnologia | Abbonati                          | Copertura    | Proprietario/i | MCC / MNC |
| --------- | -------------------------------------------- | --- | --------------------------------- | ------------ | -------------- | --------- |
| 1         | Epic                                         | GSM-900 (GPRS, EDGE) 900/2100 MHz UMTS, HSDPA, HSPA+ 1800/2100 MHz LTE, LTE-A                                                                                   | 3 973 505 (incluso Bob) (Q2 2018) | Collegamento | Monaco Telecom | 28401     |
| 2         | Cytamobile-Vodafone (Precedentemente Globul) | GSM-900 (GPRS, EDGE) 900/2100 MHz UMTS, HSDPA, HSUPA, HSPA+, DC-HSPA+ 900/1800/2100 MHz LTE, LTE-A                                                              | 3 113 042 (Q2 2018)               | Collegamento | Cyta           | 28405     |
| 3         | PrimeTel (Precedentemente Vivatel)           | GSM-900 (GPRS, EDGE) 900/2100 MHz UMTS, HSDPA, HSPA+, DC-HSPA+ (DC-HSPA+ is not active in some cities due to a 10 MHz of LTE 2100) 900/1800/2100 MHz LTE, LTE-A | 3 053 000 (Q2 2018)               | Collegamento | PrimeTel PLC   | 28403     |

## Croazia
| Posizione | Operatore                                             | Tecnologia | Abbonati (in milioni)                             | Proprietario/i         | MCC / MNC |
| --------- | ----------------------------------------------------- | --- | ------------------------------------------------- | ---------------------- | --------- |
| 1         | Hrvatski Telekom (Precedentemente T-Mobile, HTmobile) | GSM-900 (GPRS, EDGE) 900/2100 MHz UMTS, HSDPA 800/1800/2600 MHz LTE, LTE-A                                      | 2,332 (settembre 2015) (incluso Bonbon)           | Deutsche Telekom (51%) | 21901     |
| 2         | A1                                                    | GSM-900 (GPRS, EDGE) 2100 MHz UMTS, HSDPA, HSPA+ 800/1800/2600 MHz LTE, LTE-A                                   | 1,920 (38,64% – dicembre 2012) (Including Tomato) | Telekom Austria        | 21910     |
| 3         | Tele2                                                 | GSM-900/1800 (GPRS, EDGE) (Roaming su Telekom Croazia quando è necessario) 900/2100 MHz UMTS, HSPA 1800 MHz LTE | 0,724 (14,58% – dicembre 2012)                    | Tele2                  | 21902     |

## Danimarca
| Posizione | Operatore                         | Tecnologia | Abbonati (in milioni) | Proprietario/i                                 | MCC / MNC |
| --------- | --------------------------------- | --- | --------------------- | ---------------------------------------------- | --------- |
| 1         | TDC                               | GSM-900/1800 (GPRS, EDGE) 900/2100 MHz UMTS, HSDPA, HSPA+ 800/2600 MHz LTE                                                              | 3,205 (giugno 2014)   | TDC                                            | 23801     |
| 2         | Telenor (Precedentemente Sonofon) | 900/1800 GSM, (GPRS, EDGE) 2100 MHz UMTS, HSDPA, HSPA+ 800/900/1800 MHz LTE (Condivide la rete con Telia)                               | 0,875 (luglio 2018)   | Telenor                                        | 23802     |
| 3         | Telia                             | 900/1800 GSM, (GPRS, EDGE) 2100 MHz UMTS, HSDPA, HSPA+ 900/1800/2600 MHz LTE (Condivide la rete con Telenor)                            | 1,523 (giugno 2014)   | Telia Company                                  | 23820     |
| 4         | 3 Three Danmark                   | 900/2100 MHz UMTS, HSDPA, HSPA+ 1800/2600 MHz LTE (Effettua roaming sulla rete GSM/UMTS di Telias quando la 3 non ha copertura di rete) | 1,344 (giugno 2018)   | CK Hutchison Holdings (60%), Investor AB (40%) | 23806     |

## Estonia
| Posizione | Operatore                          | Tecnologia                                                             | Abbonati (in milioni) | Proprietario/i | MCC / MNC |
| --------- | ---------------------------------- | ---------------------------------------------------------------------- | --------------------- | -------------- | --------- |
| 1         | Telia Eesti                        | GSM-900/1800 (EDGE) 900/2100 MHz UMTS, HSPA 800/1800/2600 MHz LTE      | 0,868 (dicembre 2012) | Telia Company  | 24801     |
| 2         | Elisa (Precedentemente Radiolinja) | GSM-900/1800 (EDGE) 900/2100 MHz UMTS, HSPA 800/1800/2100/2600 MHz LTE | 0,524 (dicembre 2012) | Elisa          | 24802     |
| 3         | Tele2                              | GSM-900/1800 (EDGE) 900/2100 MHz UMTS, HSPA 800/1800/2100 MHz LTE      | 0,505 (aprile 2013)   | Tele2          | 24803     |

## Fær Øer
| Posizione | Operatore                  | Tecnologia                             | Abbonati (in milioni) | Proprietario/i  | MCC / MNC |
| --------- | -------------------------- | -------------------------------------- | --------------------- | --------------- | --------- |
| 1         | Føroya Tele                | GSM-900 900/2100 MHz UMTS 1800 MHz LTE | 0,044 (71%)           | Faroese Telecom | 28801     |
| 2         | Hey (Precedentemente Kall) | GSM-900 2100 MHz UMTS 1800 MHz LTE     | 0,018 (29%)           | Kall P/F        | 28802     |

## Finlandia
| Posizione | Operatore                                         | Tecnologia                                                                            | Abbonati (in milioni)  | Proprietario/i | MCC / MNC |
| --------- | ------------------------------------------------- | ------------------------------------------------------------------------------------- | ---------------------- | --- | --------- |
| 1         | Telia (Precedentemente Sonera)                    | GSM-900/1800 MHz (EDGE) 900/2100 MHz UMTS, HSPA 800/1800/2600 MHz LTE, LTE-A          | 3,249 (dicembre 2012)  | Telia Company | 24436     |
| 2         | Elisa                                             | GSM-900/1800 MHz (EDGE) 900/2100 MHz UMTS, HSPA 800/1800/2600 MHz LTE, LTE-A          | 2,900 (dicembre 2012)  | Elisa | 24405     |
| 3         | DNA                                               | GSM-900/1800 MHz (EDGE) 900/2100 MHz UMTS, HSPA 700/800/1800/2100/2600 MHz LTE, LTE-A | 2,412 (aprile 2013)    | Alcune aziende telefoniche precedenti come Finda, PHP Holding, Ilmarinen, Anvia, Lohjan Puhelin, Jakobstadsnejdens Telefon Ab, Karis telefon, e Vakka-Suomen Puhelin | 24403     |
| 4         | Ålcom (Precedentemente ÅMT / Ålands Mobiltelefon) | GSM-900 MHz (EDGE) 2100 MHz UMTS, HSPA 1800 MHz LTE                                   | Non ancora disponibile | Mariehamns Telefon, Ålands Telefonandelslag | 24414     |

## Francia
| Posizione | Operatore                                | Tecnologia | Abbonati (in milioni) | Proprietario/i                                  | MCC / MNC |
| --------- | ---------------------------------------- | --- | --------------------- | ----------------------------------------------- | --------- |
| 1         | Orange France (Precedentemente Itineris) | 900/1800 MHz GSM (GPRS, EDGE) 900/2100 MHz UMTS, HSPA, HSPA+, DC-HSPA+ 700/800/1800/2100/2600 MHz LTE, LTE-A                                                     | 32,012 (Q1 2018)      | Orange SA                                       | 20801     |
| 2         | SFR                                      | 900/1800 MHz GSM (GPRS, EDGE) 900/2100 MHz UMTS, HSPA, HSPA+, DC-HSPA+ 800/1800/2100/2600 MHz LTE, LTE-A                                                         | 26,793 (T3 2017)      | Altice (80,4% di Altice e 19,6 azionisti liberi | 20810     |
| 3         | Bouygues Télécom                         | 900 MHz GSM (GPRS, EDGE) 900/2100 MHz UMTS, HSPA, HSPA+ 700/800/1800/2100/2600 MHz LTE, LTE-A                                                                    | 13,935 (T3 2017)      | Bouygues (89,5%)                                | 20820     |
| 4         | Free Mobile                              | 900/2100 MHz UMTS, HSPA, HSPA+ (Roaming su Orange 2G/3G quando è necessario, limitato a 1 Mbit/s in download, 448 kbit/s in upload) 700/1800/2600 MHz LTE, LTE-A | 13,390 (T3 2017)      | Iliad                                           | 20815     |

## Germania
| Posizione | Operatore            | Tecnologia                                                                                           | Abbonati (in milioni) | Proprietario/i   | MCC / MNC |
| --------- | -------------------- | --- | --------------------- | ---------------- | --------- |
| 1         | Telefónica O2        | 900/1800 MHz GSM (GPRS, EDGE) 2100 MHz UMTS, HSPA, HSPA+, DC-HSPA+ 800/1800/2100/2600 MHz LTE, LTE-A | 45,961 (2Q 2018)      | Telefónica       | 26203     |
| 2         | Telekom Deutschland  | 900/1800 MHz GSM (EDGE) 2100 MHz UMTS, HSPA, HSPA+, DC-HSPA+ 800/900/1800/2600 MHz LTE, LTE-A        | 42,730 (1Q 2018)      | Deutsche Telekom | 26201     |
| 3         | Vodafone Deutschland | 900 MHz GSM (GPRS, EDGE) 2100 MHz UMTS, HSPA, HSPA+, DC-HSPA+ 800/1800/2100/2600 MHz LTE, LTE-A      | 29,896 (giugno 2018)  | Vodafone         | 26202     |

## Georgia
| Posizione | Operatore | Tecnologia                                                                                                | Abbonati (in milioni) | Proprietario/i              | MCC / MNC |
| --------- | --------- | --- | --------------------- | --------------------------- | --------- |
| 1         | MagtiCom  | GSM-900/1800 MHz (GPRS, EDGE) 2100 MHz UMTS, HSDPA, HSUPA, HSPA, HSPA+, DC-HSPA+ 1800/2600 MHz LTE, LTE-A | 1,01 (Q1 2018) (36%)  | ITC                         | 27601     |
| 2         | Silknet   | GSM-900/1800 MHz (GPRS, EDGE) 2100 MHz UMTS, HSDPA, HSUPA, HSPA, HSPA+, DC-HSPA+ 1800/2600 MHz LTE, LTE-A | 1,34 (Q1 2018) (48%)  | Silk Road Group             | 27602     |
| 3         | Beeline   | GSM-900/1800 MHz (GPRS, EDGE) 2100 MHz UMTS, HSDPA, HSUPA, HSPA, HSPA+, DC-HSPA+ 1800/2600 MHz LTE, LTE-A | 0,50 (Q1 2018) (16%)  | Veon (51%), GMC Group (49%) | 27603     |

## Gibilterra
| Posizione | Operatore  | Tecnologia                                         | Abbonati (in milioni) | Proprietario/i                         | MCC / MNC |
| --------- | ---------- | -------------------------------------------------- | --------------------- | -------------------------------------- | --------- |
| 1         | Gibtelecom | GSM-900/1800 2100 MHz UMTS 800/2600 MHz LTE, LTE-A | 0,022                 | Gibraltar Telecommunications Int. Ltd. | 26601     |

## Grecia
| Posizione | Operatore                                 | Tecnologia                                                                          | Abbonati (in milioni)                                              | Proprietario/i   | MCC / MNC                       |
| --------- | ----------------------------------------- | ----------------------------------------------------------------------------------- | ------------------------------------------------------------------ | ---------------- | ------------------------------- |
| 1         | COSMOTE                                   | GSM-900/1800 (EDGE) 2100 MHz UMTS, HSDPA, DC-HSPA+ 800/1800/2600 MHz LTE, LTE-A     | 8,053 (1Q 2018) Include Frog mobile, what's up e cosmoκαρτα        | OTE              | 20201, 20202                    |
| 2         | Vodafone Ελλάδα (Precedentemente Panafon) | GSM-900/1800 (EDGE) 900/2100 MHz UMTS, HSDPA, DC-HSPA+ 800/1800/2600 MHz LTE, LTE-A | 5,223 (giugno 2018) Include VF CU,VF International e VF olimpiakos | Vodafone (99,8%) | 20205                           |
| 3         | Wind (Precedentemente TELESTET e poi TIM) | GSM-900/1800 (EDGE) 2100/900 MHz UMTS, HSDPA, DC-HSPA+ 800/1800/2600 MHz LTE, LTE-A | 3,074 (3Q 2016) Include WindFree2GO e Q-Telecom                    | United Group     | 20209 (Q-Telecom), 20210 (Wind) |

## Groenlandia
| Posizione | Operatore | Tecnologia                       | Abbonati (in milioni) | Proprietario/i | MCC / MNC |
| --------- | --------- | -------------------------------- | --------------------- | -------------- | --------- |
| 1         | Tele-Post | GSM-900 900 MHz UMTS 800 MHz LTE | 0,01355 (2011)        | TELE Greenland | 29001     |

## Guernsey
| Posizione | Operatore            | Tecnologia                | Abbonati (in milioni)  | Proprietario/i | MCC / MNC |
| --------- | -------------------- | ------------------------- | ---------------------- | -------------- | --------- |
| 1         | Sure Mobile          | GSM-900 2100 MHz UMTS LTE | Non ancora disponibile | Batelco        | 23455     |
| 2         | JT (Guernsey) Global | GSM-1800 2100 MHz UMTS    | Non ancora disponibile | JT Global      | 23450     |
| 3         | Airtel-Vodafone      | GSM-1800 2100 MHz UMTS    | Non ancora disponibile | Bharti Airtel  | 23403     |

## Irlanda
| Posizione | Operatore        | Tecnologia                                                                            | Abbonati (in milioni) | Proprietario/i             | MCC / MNC                |
| --------- | ---------------- | ------------------------------------------------------------------------------------- | --------------------- | -------------------------- | ------------------------ |
| 1         | Three Ireland    | GSM-900/1800 MHz (GPRS, EDGE) 900/2100/ MHz UMTS, HSPA+ 800/1800 MHz LTE, LTE-A       | 2,131 (giugno 2018)   | CK Hutchison Holdings      | 27205 (Three) 27202 (O2) |
| 2         | Vodafone Ireland | GSM-900 MHz (GPRS, EDGE) 2100 MHz UMTS, HSDPA, HSPA+ 800/1800 MHz LTE, LTE-A          | 1,957 (giugno 2018)   | Vodafone                   | 27201                    |
| 3         | Eir              | GSM-900/1800 MHz (GPRS, EDGE) 900/2100 MHz UMTS, HSDPA, HSPA+ 800/1800 MHz LTE, LTE-A | 1,053 (maggio 2018)   | Iliad (31,6%), NJJ (32,9%) | 27203                    |

## Islanda
| Posizione | Operatore        | Tecnologia                                               | Abbonati (in milioni) | Proprietario/i          | MCC / MNC |
| --------- | ---------------- | -------------------------------------------------------- | --------------------- | ----------------------- | --------- |
| 1         | Síminn           | GSM-900/1800 MHz 900/2100 MHz UMTS 700/1800/2600 MHz LTE | 0,154 (marzo 2018)    | Siminn hf               | 27401     |
| 2         | Vodafone Iceland | GSM-900/1800 MHz 2100 MHz UMTS 800/1800 MHz LTE          | 0,151 (maggio 2018)   | Framtakssjóður Íslands. | 27402     |
| 3         | Nova             | 2100 MHz UMTS, HSDPA 1800 MHz LTE                        | 0,054 (dicembre 2009) | Nova ehf.               | 27411     |

## Isola di Man
| Posizione | Operatore    | Tecnologia                            | Abbonati (in milioni) | Proprietario/i         | MCC / MNC |
| --------- | ------------ | ------------------------------------- | --------------------- | ---------------------- | --------- |
| 1         | Manx Telecom | GSM-900 2100 MHzUMTS 800/1800 MHz LTE | sconosciuto           | Flottante libero (AIM) | 23458     |
| 2         | Sure Mobile  | GSM-900/1800 2100 MHz UMTS            | sconosciuto           | Batelco                | 23436     |

## Jersey
| Posizione | Operatore       | Tecnologia                                       | Abbonati (in milioni) | Proprietario/i | MCC / MNC |
| --------- | --------------- | ------------------------------------------------ | --------------------- | -------------- | --------- |
| 1         | JT Global       | GSM-900/1800 2100 MHz UMTS 800/1800/2600 MHz LTE | sconosciuto           | JT Global      | 23450     |
| 2         | Sure Mobile     | GSM-900/1800 2100 MHz UMTS                       | sconosciuto           | Batelco        | 23455     |
| 3         | Airtel-Vodafone | GSM-900/1800 2100 MHz UMTS                       | sconosciuto           | Bharti Airtel  | 23403     |

## Kosovo
| Posizione | Operatore | Tecnologia                                                                                  | Abbonati (in %)      | Proprietario/i     | MCC / MNC |
| --------- | --------- | ------------------------------------------------------------------------------------------- | -------------------- | ------------------ | --------- |
| 1         | Vala      | GSM-900/1800 MHz 900/2100 MHz UMTS, HSDPA, HSUPA, HSPA, HSPA+, DC-HSPA+ 1800 MHz LTE, LTE-A | 53,07% (giugno 2018) | Governo del Kosovo | 22101     |
| 2         | IPKO      | GSM-900/1800 MHz 900/2100 MHz UMTS, HSDPA, HSUPA, HSPA, HSPA+, DC-HSPA+ 1800 MHz LTE, LTE-A | 35,35% (giugno 2018) | Telekom Slovenije  | 22102     |
| 3         | mts       | GSM-900/1800 MHz 900/2100 MHz UMTS, HSDPA, HSUPA, HSPA, HSPA+, DC-HSPA+, LTE, LTE-A         | 1,62% (giugno 2018)  | Telekom Srbija     | 22103     |

## Lettonia
| Posizione | Operatore | Tecnologia                                                       | Abbonati (in milioni)  | Proprietario/i                                | MCC / MNC |
| --------- | --------- | ---------------------------------------------------------------- | ---------------------- | --------------------------------------------- | --------- |
| 1         | LMT       | GSM-900/1800 MHz 900/2100 MHz UMTS, DC-HSPA+ 1800 MHz LTE, LTE-A | 1,075 (ottobre 2012)   | Lettonia e correlati (51%), TeliaSonera (49%) | 24701     |
| 2         | Tele2     | GSM-900/1800 MHz 2100 MHz UMTS 2600 MHz LTE, LTE-A               | 1,040 (marzo 2013)     | Tele2                                         | 24702     |
| 3         | Bite      | GSM-900/1800 MHz 2100 MHz UMTS, HSPA+ LTE, LTE-A                 | 0,467 (settembre 2012) | Providence Equity Partners                    | 24705     |
| 4         | Triatel   | CDMA2000                                                         |                        |                                               | 24703     |

## Liechtenstein
| Posizione | Operatore                                                          | Tecnologia                                       | Abbonati (in milioni) | Proprietario/i                                               | MCC / MNC |
| --------- | ------------------------------------------------------------------ | ------------------------------------------------ | --------------------- | ------------------------------------------------------------ | --------- |
| 1         | Mobilkom Liechtenstein (Precedentemente Mobilkom Liechtenstein AG) | GSM-900/1800 2100 MHz UMTS 800 MHz LTE           | sconosciuto           | Land Liechtenstein (75,1%), A1 Telekom Austria Group (24,9%) | 29505     |
| 2         | Salt (Precedentemente Orange)                                      | GSM-900/1800 2100 MHz UMTS 1800 MHz LTE          | sconosciuto           | Salt Mobile AG                                               | 29502     |
| 3         | Swisscom                                                           | GSM-900/1800 2100 MHz UMTS 900/1800/2100 MHz LTE | sconosciuto           | Swisscom                                                     | 29501     |

## Lituania
| Posizione | Operatore                                      | Tecnologia                                                                | Abbonati (in milioni)     | Proprietario/i             | MCC / MNC |
| --------- | ---------------------------------------------- | ------------------------------------------------------------------------- | ------------------------- | -------------------------- | --------- |
| 1         | Telia (Precedentemente Omnitel)                | GSM-900 MHz (EDGE) 2100 MHz UMTS, HSPA+ 800/1800/2100/2600 MHz LTE, LTE-A | 1,69 (34,4% ottobre 2013) | Telia Company              | 24601     |
| 2         | Bite                                           | GSM-900/1800 MHz (EDGE) 2100 MHz UMTS, HSPA+ 800/1800/2600 MHz LTE        | 0,99 (20,1% ottobre 2013) | Providence Equity Partners | 24602     |
| 3         | Tele2                                          | GSM-900/1800 MHz (EDGE) 900/2100 MHz UMTS 2600 MHz LTE                    | 2,08 (42,1% ottobre 2013) | Tele2                      | 24603     |
| 4         | Lietuvos radijo ir televizijos centras (MEZON) | 3500 MHz WiMAX 2300 MHz LTE                                               | 0,05 (0% ottobre 2013)    | Di proprrietà statale      | 24608     |

## Lussemburgo
| Posizione | Operatore         | Tecnologia                                           | Abbonati (in milioni)  | Proprietario/i    | MCC / MNC |
| --------- | ----------------- | ---------------------------------------------------- | ---------------------- | ----------------- | --------- |
| 1         | POST Luxembourg   | GSM-900/1800 2100 MHz UMTS, HSDPA 1800 MHz LTE       | 0,250                  | POST Luxembourg   | 27001     |
| 2         | Tango             | GSM-900/1800 2100 MHz UMTS, HSPA+ 1800 MHz LTE       | 0,280 (dicembre 2013)  | Proximus Group    | 27077     |
| 3         | Orange            | GSM-1800 (EDGE) 2100 MHz UMTS, DC-HSPA+ 1800 MHz LTE | 0,076 (settembre 2007) | Orange S.A.       | 27099     |
| 4         | Luxembourg Online | 2100 MHz UMTS, HSDPA                                 | sconosciuto            | Luxembourg Online |           |

## Macedonia
| Posizione | Operatore                                   | Tecnologia                                                           | Abbonati (in milioni)    | Proprietario/i                                 | MCC / MNC |
| --------- | ------------------------------------------- | -------------------------------------------------------------------- | ------------------------ | ---------------------------------------------- | --------- |
| 1         | A1 •Include il precedente operatore One     | GSM-900/1800 (GPRS) 900/2100 MHz UMTS, HSPA+ 800/1800 MHz LTE, LTE-A | 1,154 (51,41% – Q1/2016) | A1 Telekom Austria Group (100%)                | 29403     |
| 2         | Telekom (Precedentemente T-Mobile, MOBIMAK) | GSM-900 (GPRS, EDGE) 2100 MHz UMTS, HSDPA 800/1800 MHz LTE, LTE-A    | 1,142 (48,59% – Q1/2016) | Telekom (59,21%) (filiale di Deutsche Telekom) | 29401     |

## Malta
| Posizione | Operatore                                        | Tecnologia                                                                           | Abbonati (in milioni) | Proprietario/i                              | MCC / MNC |
| --------- | ------------------------------------------------ | ------------------------------------------------------------------------------------ | --------------------- | ------------------------------------------- | --------- |
| 1         | Epic (Precedentemente Vodafone Malta e Telecell) | GSM 900/1800 MHz (GPRS) 900/2100 MHz UMTS, HSDPA, HSUPA 800/1800/2600 MHz LTE, LTE-A | 0,309 (giugno 2018)   | Monaco Telecom                              | 27801     |
| 2         | Go Mobile                                        | GSM 900/1800 MHz (GPRS, EDGE) 900/2100 MHz UMTS, HSDPA 800/1800/2600 MHz LTE, LTE-A  | 0,230 (dicembre 2013) | Dubai Holding (40%), azienda pubblica (60%) | 27821     |
| 3         | Melita                                           | 2100 MHz UMTS, HSDPA 800/1800 MHz LTE                                                | 0,076 (dicembre 2013) | Apax France                                 | 27877     |

## Moldavia
| Posizione | Operatore                                                           | Tecnologia | Abbonati (in milioni) | Proprietario/i              | MCC / MNC |
| --------- | ------------------------------------------------------------------- | --- | --------------------- | --------------------------- | --------- |
| 1         | Orange                                                              | GSM-900/1800 MHz (GPRS, EDGE) 2100 MHz UMTS, HSDPA, HSUPA, HSPA, HSPA+, DC-HSPA+ 800/1800/2600 MHz LTE, LTE-A | 3,1 (2015)            | Orange S.A. (94,3%)         | 25901     |
| 2         | Moldcell                                                            | GSM-900 MHz (GPRS, EDGE) 2100 MHz UMTS, HSDPA, HSUPA, HSPA, HSPA+, DC-HSPA+ 800/1800/2600 MHz LTE             | 1,492 (2015)          | Fintur Holdings B.V. (99%)1 | 25902     |
| 3         | Unité                                                               | 450 MHz CDMA2000, EVDO Rev. A 900/2100 MHz UMTS, HSDPA, HSUPA, HSPA, HSPA+, DC-HSPA+ 1800 MHz LTE             | 0,321 (2015)          | Moldtelecom                 | 25905     |
| 4         | Interdnestrcom che opera solamente nella regione della Transnistria | 450/800 MHz CDMA2000, EVDO Rev. A 800 MHz LTE                                                                 | 0,291 (2012)          | Sheriff                     | 25903     |

## Monaco
| Posizione | Operatore      | Tecnologia                                           | Abbonati (in milioni) | Proprietario/i                                                    | MCC / MNC |
| --------- | -------------- | ---------------------------------------------------- | --------------------- | ----------------------------------------------------------------- | --------- |
| 1         | Monaco Telecom | 1800 MHz GSM 900/2100 MHz UMTS 800/1800/2600 MHz LTE | 0,021                 | NJJ Capital/Xavier Niel 55%, Société Nationale de Financement 45% | 21201     |

## Montenegro
| Posizione | Operatore                          | Tecnologia                                                                         | Abbonati (in milioni)         | Proprietario/i                                                    | MCC / MNC |
| --------- | ---------------------------------- | ---------------------------------------------------------------------------------- | ----------------------------- | ----------------------------------------------------------------- | --------- |
| 1         | Telenor (Precedentemente Promonte) | GSM 900/1800 (GPRS, EDGE) 2100 MHz UMTS, HSDPA, HSUPA, HSPA+ 2600 MHz LTE WiMAX    | 0,422 (38,47% – ottobre 2013) | PPF (100%)                                                        | 29701     |
| 2         | Telekom (Precedentemente Monet)    | GSM 900/1800 (GPRS, EDGE) 2100 MHz UMTS, HSDPA, HSUPA, HSPA+ 800/1800/2600 MHz LTE | 0,384 (35,02% – ottobre 2013) | Hrvatski Telekom (76,53%) Società ad azionariato diffuso (23,47%) | 29702     |
| 3         | m:tel                              | GSM 900/1800 (GPRS, EDGE) 2100 MHz UMTS, HSDPA, HSUPA, HSPA+ 1800 MHz LTE          | 0,290 (26,51% – ottobre 2013) | 51% Telekom Srbija, 49% Telekom Srpske                            | 29703     |

## Norvegia
| Posizione | Operatore                                                           | Tecnologia                                                                                                 | Abbonati (in milioni) | Proprietario/i    | MCC / MNC    |
| --------- | ------------------------------------------------------------------- | --- | --------------------- | ----------------- | ------------ |
| 1         | Telenor                                                             | GSM-900/1800 MHz (GPRS, EDGE) 900/2100 MHz UMTS, HSDPA, HSUPA, HSPA+ 800/900/1800/2100/2600 MHz LTE, LTE-A | 3,282 (luglio 2018)   | Telenor           | 24201        |
| 2         | Telia (Precedentemente NetCom) •Include l'operatore dismesso Tele2. | GSM-900/1800 MHz (GPRS, EDGE) 900/2100 MHz UMTS, HSDPA, HSUPA, HSPA+ 800/900/1800/2100/2600 MHz LTE, LTE-A | 2,178 (marzo 2017)    | Telia Company     | 24202        |
| 3         | Ice.net                                                             | 450/800/900/1800 MHz LTE                                                                                   | 0,337 (dicembre 2016) | Access Industries | 24214, 24206 |

## Paesi Bassi
| Posizione | Operatore          | Tecnologia | Abbonati (in milioni) | Proprietario/i                      | MCC / MNC |
| --------- | ------------------ | --- | --------------------- | ----------------------------------- | --------- |
| 1         | KPN                | 900 MHz GSM (GPRS, EDGE) 900/2100 MHz UMTS, HSDPA, HSUPA, HSPA+ 800/1800/2100/2600 MHz LTE, LTE-A 2600 MHz TD-LTE 450 MHz CDMA (Smart meters)    | 5,28 (4Q 2016)        | KPN                                 | 20408     |
| 2         | Vodafone Nederland | 900/1800 MHz GSM (GPRS, EDGE) 2100 MHz UMTS, HSDPA, HSUPA, HSPA+ 800/1800/2100/2600 MHz LTE, LTE-A                                               | 4,893 (marzo 2018)    | Vodafone (50%) Liberty Global (50%) | 20404     |
| 3         | T-Mobile Nederland | 1800 MHz GSM (GPRS, EDGE) 900/2100 MHz UMTS, HSDPA, HSUPA, HSPA+ 900/1800/2100 MHz LTE, LTE-A 2600 MHz TD-LTE                                    | 3,905 (1Q 2018)       | Deutsche Telekom                    | 20416     |
| 4         | Tele2 Nederland    | 800/2600 MHz LTE, LTE-A Effettua roaming sulla rete 2G e 3G di T-Mobile quando è necessario. Limitata a 2 Mbit/s in download, 2 Mbit/s in upload | 1,11 (2Q 2017)        | Tele2                               | 20402     |

## Polonia
| Posizione | Operatore                       | Tecnologia | Abbonati (in milioni) | Proprietario/i                                  | MCC / MNC |
| --------- | ------------------------------- | --- | --------------------- | ----------------------------------------------- | --------- |
| 1         | Play                            | E-GSM/GSM 900/1800 MHz (GPRS, EDGE) UMTS 900/2100 MHz (HSDPA, HSUPA, HSPA+) 800/1800/2100/2600 MHz LTE, LTE-A (Roaming 2G/3G/LTE su reti Orange Polska e Plus e 2G/3G su rete T-Mobile Poland. Limitato a 3 Mbit/s in download, 1 Mbit/s in upload). | 15,034 (2Q 2018)      | (Novator, Tollerton)                            | 26006     |
| 2         | Orange (Precedentemente IDEA)   | GSM 900/1800 MHz (GPRS, EDGE) UMTS 900/2100 MHz (HSDPA, HSUPA, HSPA+) 800/1800/2100/2600 MHz LTE, LTE-A | 14,484 (2Q 2018)      | Orange S.A. (50,67%), Banca di New York e altri | 26003     |
| 3         | Plus (Precedentemente Plus GSM) | CDMA 420 MHz GSM 900/1800 MHz (GPRS, EDGE) UMTS 900/2100 MHz (HSDPA, HSUPA, HSPA+, DC-HSPA+) 800/900/1800/2100/2600 MHz LTE, LTE-A 2600 MHz TD-LTE                                                                                                   | 11,611 (2Q 2018)      | Polkomtel                                       | 26001     |
| 4         | T-Mobile (Precedentemente Era)  | GSM 900/1800 MHz (GPRS, EDGE) UMTS 900/2100 MHz (HSDPA, HSUPA, HSPA+) 800/1800/2100/2600 MHz LTE, LTE-A | 10,609 (2Q 2018)      | Deutsche Telekom                                | 26002     |

## Portogallo
| Posizione | Operatore         | Tecnologia                                                                                  | Abbonati (in milioni) | Proprietario/i | MCC / MNC |
| --------- | ----------------- | ------------------------------------------------------------------------------------------- | --------------------- | -------------- | --------- |
| 1         | MEO               | GSM-900 (GPRS, EDGE) 2100 MHz UMTS, HSPA, HSPA+, DC-HSPA+ 800/1800/2100/2600 MHz LTE, LTE-A | 7,709 (Q3 2017)       | Altice         | 26806     |
| 2         | Vodafone Portugal | GSM-900 (GPRS, EDGE) 900 MHz UMTS, HSPA, HSPA+, DC-HSPA+ 800/1800/2100/2600 MHz LTE, LTE-A  | 4,584 (giugno 2018)   | Vodafone       | 26801     |
| 3         | NOS               | GSM-900/1800, (GPRS, EDGE) 2100 MHz UMTS, HSDPA, HSUPA, HSPA+ 800/1800/2600 MHz LTE         | 4,259 (Q3 2017)       | NOS            | 26803     |

## Regno Unito
| Posizione | Operatore   | Tecnologia | Abbonati (in milioni)              | Proprietario/i        | MCC / MNC       |
| --------- | ----------- | --- | ---------------------------------- | --------------------- | --------------- |
| 1         | EE          | 1800 MHz GSM (GPRS, EDGE) 2100 MHz UMTS, HSDPA, HSPA+, DC-HSPA+ 800/1800/2100/2600 MHz LTE, LTE-A                                  | 25,9 (29,6 inc MVNO) (Q4 2017)     | BT Group              | 23430 and 23433 |
| 2         | O2          | 900 MHz GSM (GPRS, EDGE) 900/2100 MHz UMTS, HSDPA, HSPA+, DC-HSPA+ 800/1800/2100 MHz LTE, LTE-A 2300 MHz TD-LTE                    | 24,8 (32,4 inc MVNO) (giugno 2018) | Telefónica            | 23410           |
| 3         | Vodafone UK | 900/1800 MHz GSM (GPRS, EDGE) 900/2100 MHz UMTS, HSDPA, HSPA+, DC-HSPA+ 800/900/1500/1800/2100/2600 MHz LTE, LTE-A 2600 MHz TD-LTE | 17,4 (giugno 2018)                 | Vodafone              | 23415           |
| 4         | Three UK    | 2100 MHz UMTS, HSDPA, HSPA+, DC-HSPA+ 800/1500/1800/2100 MHz LTE, LTE-A                                                            | 13,0 (H1 2018)                     | CK Hutchison Holdings | 23420           |

## Repubblica Ceca
| Posizione | Operatore                                   | Tecnologia | Abbonati (in milioni) | Proprietario/i   | MCC / MNC |
| --------- | ------------------------------------------- | --- | --------------------- | ---------------- | --------- |
| 1         | T-Mobile (Precedentemente Paegas)           | GSM-900/1800 MHz (GPRS, EDGE) 2100 MHz UMTS, HSDPA, HSUPA, HSPA+, DC-HSPA+ 800/1800/2100/2600 MHz LTE, LTE-A  | 6,174 (2Q 2018)       | Deutsche Telekom | 23001     |
| 2         | O2 (Precedentemente Eurotel, Český Telecom) | GSM-900/1800 MHz (GPRS, EDGE) 2100 MHz UMTS, HSDPA, HSUPA, HSPA+, DC-HSPA+ CDMA EV-DO 800/1800 MHz LTE, LTE-A | 4,992 (giugno 2018)   | PPF              | 23002     |
| 3         | Vodafone (Precedentemente Oskar)            | GSM-900/1800 MHz (GPRS, EDGE) 2100 MHz UMTS, HSDPA, HSUPA, HSPA+ 800/900/1800/2100/2600 MHz LTE, LTE-A        | 3,810 (giugno 2018)   | Vodafone         | 23003     |

## Romania
| Posizione | Operatore                                   | Tecnologia                                                                                      | Abbonati (in milioni) | Proprietario/i                                     | Mobile country code |
| --------- | ------------------------------------------- | ----------------------------------------------------------------------------------------------- | --------------------- | -------------------------------------------------- | ------------------- |
| 1         | Orange (Precedentemente Dialog)             | GSM-900/1800 (GPRS, EDGE) 900/2100 MHz UMTS, HSPA, HSPA+, DC-HSPA+ 800/1800/2600 MHz LTE, LTE-A | 10,4 (Q1 2018)        | Orange S.A.                                        | 22610               |
| 2         | Vodafone (Precedentemente Connex)           | GSM-900/1800 (GPRS, EDGE) 900/2100 MHz UMTS, HSPA, HSPA+, DC-HSPA+ 800/1800/2100 MHz LTE, LTE-A | 8,904 (giugno 2018)   | Vodafone                                           | 22601               |
| 3         | Telekom (Precedentemente Cosmorom, Cosmote) | GSM-900/1800 (GPRS, EDGE) 900/2100 MHz UMTS, HSPA, HSPA+, DC-HSPA+ 800/900/1800 MHz LTE         | 4,7 (Q1 2018)         | OTE (70%), Telekom Romania Communications SA (30%) | 22603               |
| 4         | Digi.Mobil                                  | 900/2100 MHz UMTS, HSPA, HSPA+ 2100 MHz LTE 2600 MHz TD-LTE                                     | 3,4 (Q1 2018)         | RCS&RDS                                            | 22605               |

## Russia
| Posizione | Operatore                     | Tecnologia | Abbonati (in milioni) | Proprietario/i                                                                                | Mobile country code |
| --------- | ----------------------------- | --- | --------------------- | --------------------------------------------------------------------------------------------- | ------------------- |
| 1         | MTS                           | GSM-900/1800 MHz (GPRS, EDGE) 900/2100 MHz UMTS, HSDPA, HSUPA, HSPA+ 800/900/1800/2600 MHz LTE                                                                                            | 78,1 (1Q 2018)        | Sistema (51,58%)                                                                              | 25001               |
| 2         | MegaFon                       | GSM-900/1800 MHz (GPRS, EDGE) 900/2100 MHz UMTS, HSDPA, HSUPA, HSPA+ 800/1800/2600 MHz LTE, LTE-A                                                                                         | 74,54 (1Q 2016)       | USM Group (56,32%), Gazprombank (19%)                                                         | 25002               |
| 3         | Beeline                       | GSM-900/1800 MHz (GPRS, EDGE) 900/2100 MHz UMTS, HSDPA, HSUPA, HSPA+, DC-HSPA+ 800/1800/2600 MHz LTE, LTE-A                                                                               | 57,66 (1Q 2016)       | VimpelCom (100%: Telenor (14,6%), Alfa Group (47,9%), The Stichting (8,3%), 29,8% minoritari) | 25099               |
| 4         | Tele2                         | GSM-900/1800 MHz (GPRS, EDGE) 2100 MHz UMTS, HSDPA, HSUPA, HSPA+ 800/1800/2600 MHz LTE CDMA2000 1x, 450 MHz 450 MHz LTE (come Skylink) CDMA2000 EV-DO Rev. A, 450 MHz NMT - 450i, 450 MHz | 38,4 (1Q 2016)        | Rostelecom (45%), VTB Capital (27,5%), Bank Rossija (22%), Severstal' (5,5%)                  | 25020               |
| 5         | Sotovaja Svjaz MOTIV          | GSM-1800 MHz (GPRS, EDGE) 1800 MHz LTE | 2,45 (3Q 2015)        |                                                                                               | 25035               |
| 6         | SMARTS                        | GSM-900/1800 MHz (GPRS, EDGE) | 0,07 (3Q 2015)        |                                                                                               | 25007               |
| 7         | Tattelecom                    | GSM-1800 MHz (GPRS, EDGE) 1800 MHz LTE |                       |                                                                                               | 25054               |
| 7         | Sotovaja Svjaz Bashkortostana | CDMA-2000-1x, EV-DO) | 0,03 (4Q 2015)        | Bashinformsvyaz (Rostelecom 100%)                                                             | 25009               |
| 8         | Vainahtelecom                 | GSM-1800 MHz (GPRS, EDGE) 2300 MHz LTE |                       |                                                                                               | 25022               |

## San Marino
| Posizione | Operatore                    | Tecnologia                                                                                              | Abbonati (in milioni)  | Proprietario/i     | MCC / MNC |
| --------- | ---------------------------- | --- | ---------------------- | ------------------ | --------- |
| 1         | Telefonia Mobile Sammarinese | GSM-900/1800 (GPRS, EDGE) 900/2100 MHz UMTS, HSDPA, HSUPA, HSPA+, DC-HSPA+                              | 0,019 (febbraio 2012)  | TIM San Marino     |           |
| 2         | TIM San Marino               | GSM-900/1800 (GPRS, EDGE) 900/2100 MHz UMTS, HSDPA, HSUPA, HSPA+, DC-HSPA+ 800/1800/2600 MHz LTE, LTE-A | Non ancora disponibile | Gruppo TIM         |           |
| 3         | Prima                        | GSM-900/1800 (GPRS, EDGE) 900/2100 MHz UMTS, HSDPA, HSUPA, HSPA+, DC-HSPA+                              | Non ancora disponibile | San Marino Telecom | 29201     |

## Serbia
| Posizione | Operatore | Tecnologia                                                                         | Abbonati Percent of total 100% market | Proprietario/i                  | MCC / MNC |
| --------- | --------- | ---------------------------------------------------------------------------------- | ------------------------------------- | ------------------------------- | --------- |
| 1         | mts       | 900/1800 MHz GSM (GPRS, EDGE) 900/2100 MHz UMTS (DC-HSPA+) 800/1800 MHz LTE, LTE-A | 46% (giugno 2018)                     | Telekom Srbija (100%)           | 22003     |
| 2         | Telenor   | 900/1800 MHz GSM (GPRS, EDGE) 900/2100 MHz UMTS (DC-HSPA+) 800/1800 MHz LTE, LTE-A | 31% (giugno 2018)                     | PPF (100%)                      | 22001     |
| 3         | vip       | 900/1800 MHz GSM (GPRS, EDGE) 900/2100 MHz UMTS (DC-HSPA+) 800/1800 MHz LTE, LTE-A | 23% (giugno 2018)                     | A1 Telekom Austria Group (100%) | 22005     |

## Slovacchia
| Posizione | Operatore                                   | Tecnologia | Abbonati (in milioni)                                 | Proprietario/i     | MCC / MNC |
| --------- | ------------------------------------------- | --- | ----------------------------------------------------- | ------------------ | --------- |
| 1         | Orange (Precedentemente Globtel, Slovtel)   | 900/1800 MHz GSM (GPRS, EDGE) 900/2100 MHz UMTS, HSDPA, DC-HSPA+ 800/1800/2600 MHz LTE, LTE-A                           | 2,830 (giugno 2018)                                   | Orange S.A.        | 23101     |
| 2         | Telekom (Precedentemente Eurotel, T-Mobile) | 900/1800 MHz GSM (GPRS, EDGE) 900/2100 MHz UMTS, HSDPA, HSPA+, DC-HSPA+ 800/1800/2600 MHz LTE, LTE-A                    | 2,283 (giugno 2018)                                   | Deutsche Telekom   | 23102     |
| 3         | O2                                          | 900/1800 MHz GSM (GPRS, EDGE) (Roaming su Telekom Slovacchia quando è necessario) 2100 MHz UMTS, HSDPA 800/1800 MHz LTE | 1,986 (giugno 2018)                                   | PPF                | 23106     |
| 4         | 4KA / SWAN Mobile                           | 900/1800 MHz GSM (GPRS, EDGE) (Roaming su Orange Slovacchia (2G/3G) quando è necessario) 1800 MHz LTE                   | 0,511 - SIM attive negli ultimi 16 mesi (giugno 2018) | SWAN Mobile, a. s. | 23103     |

## Slovenia
| Posizione | Operatore                           | Tecnologia | Abbonati (in milioni)                                                                              | Proprietario/i           | MCC / MNC |
| --------- | ----------------------------------- | --- | -------------------------------------------------------------------------------------------------- | ------------------------ | --------- |
| 1         | Telekom (Precedentemente Mobitel)   | GSM 900/1800 (GPRS, EDGE) 2100 MHz: UMTS, HSPA, HSPA+, DC-HSPA+ 800/900/1800/2100/2600 MHz LTE, LTE-A                                    | 1,107 (44,9% – 1Q 2018) Inclusi Izimobil, Spar Mobil, Hip mobil, Me2, Novatel MOBIL, SoftNet mobil | Telekom Slovenije        | 29341     |
| 2         | A1 (Precedentemente Si.mobil)       | GSM 900/1800 (GPRS, EDGE) 900/2100 MHz: UMTS, HSPA, HSPA+, DC-HSPA+ 800/1800/2600 MHz LTE, LTE-A                                         | 0,736 (29,8% – 1Q 2018) Inclusi Bob, HoT Mobil                                                     | A1 Telekom Austria Group | 29340     |
| 3         | Telemach (Precedentemente Tušmobil) | GSM 1800 (GPRS, EDGE) 900/2100 MHz: UMTS, HSPA, HSPA+ (Roaming su Telekom Slovenije (2G/3G) quando è necessario) 800/1800 MHz LTE, LTE-A | 0,500 (20,5% – 1Q 2018) Incluso Teleing                                                            | KKR                      | 29370     |
| 4         | T-2                                 | 2100 MHz: UMTS, HSPA (Roaming su Telekom Slovenije (2G/3G/LTE) quando è necessario)                                                      | 0,117 (4,8% – 1Q 2018)                                                                             | Gratel (87%)             | 29364     |

## Spagna
| Posizione | Operatore       | Tecnologia | Abbonati (in milioni) | Proprietario/i | MCC / MNC |
| --------- | --------------- | --- | --------------------- | -------------- | --------- |
| 1         | Movistar        | 900/1800 MHz GSM (GPRS, EDGE) 900/2100 MHz UMTS, HSDPA, HSUPA, HSPA+, DC-HSPA+ 800/1800/2100/2600 MHz LTE, LTE-A | 17,8 (luglio 2018)    | Telefónica     | 21407     |
| 2         | Orange España   | 900/1800 MHz GSM (GPRS, EDGE) 900/2100 MHz UMTS, HSDPA, HSUPA, HSPA+, DC-HSPA+ 800/1800/2100/2600 MHz LTE, LTE-A | 16,079 (marzo 2018)   | Orange         | 21403     |
| 3         | Vodafone España | 900/1800 MHz GSM (GPRS, EDGE) 900/2100 MHz UMTS, HSDPA, HSUPA, HSPA+, DC-HSPA+ 800/1800/2100/2600 MHz LTE, LTE-A | 14,163 (giugno 2018)  | Vodafone       | 21401     |
| 4         | Yoigo           | 1800/2100 MHz LTE, LTE-A (Roaming su Orange sempre per il 2G/3G. E per il 4G dove Yoigo non ha copertura)        | 4,2 (gennaio 2017)    | Grupo MÁSMÓVIL | 21404     |

## Svezia
| Posizione | Operatore                          | Tecnologia                                                                      | Abbonati (in milioni) | Proprietario/i                                 | MCC / MNC |
| --------- | ---------------------------------- | ------------------------------------------------------------------------------- | --------------------- | ---------------------------------------------- | --------- |
| 1         | Telia                              | GSM-900/1800 (GPRS, EDGE) 900/2100 MHz UMTS, HSDPA 800/1800/2600 MHz LTE        | 6,098 (giugno 2018)   | Telia Company                                  | 24001     |
| 2         | Tele2                              | GSM-900/1800 (GPRS, EDGE) 2100 MHz UMTS, HSDPA 800/900/1800/2600 MHz LTE, LTE-A | 3,823 (giugno 2018)   | Tele2                                          | 24007     |
| 3         | Telenor (Precedentemente Vodafone) | GSM-900/1800 (GPRS, EDGE) 2100 MHz UMTS, HSDPA 800/900/1800/2600 MHz LTE, LTE-A | 2,678 (giugno 2018)   | Telenor                                        | 24008     |
| 4         | 3 (Tre)                            | 900/2100 MHz UMTS, HSDPA 800/2600 MHz FD-LTE, 2600 MHz TD-LTE                   | 2,011 (giugno 2018)   | CK Hutchison Holdings (60%), Investor AB (40%) | 24002     |

## Svizzera
| Posizione | Operatore | Tecnologia                                                                 | Abbonati (in milioni)                                          | Proprietario/i                          | MCC / MNC |
| --------- | --------- | -------------------------------------------------------------------------- | -------------------------------------------------------------- | --------------------------------------- | --------- |
| 1         | Swisscom  | 900/2100 MHz UMTS, HSPA, HSPA+, DC-HSPA+ 800/1800/2100/2600 MHz LTE, LTE-A | 6,623 (giugno 2016) Inclusi Lycamobile, Mucho, M-Budget Mobile | Di proprietà governativa (51%) Swisscom | 22801     |
| 2         | Sunrise   | 900/2100 MHz UMTS, HSDPA, HSPA+, DC-HSPA+ 800/900/1800/2600 MHz LTE, LTE-A | 2,491 (dicembre 2013)                                          | CVC Capital Partners                    | 22802     |
| 3         | Salt      | 900/2100 MHz UMTS, HSPA, HSPA+, DC-HSPA+ 800/1800/2100/2600 MHz LTE, LTE-A | 2,141 (Q3 2014)                                                | Iliad/NJJ Capital                       | 22803     |

## Ucraina
| Posizione | Operatore                                      | Tecnologia | Abbonati (in milioni) | Proprietario/i                           | MCC / MNC |
| --------- | ---------------------------------------------- | --- | --------------------- | ---------------------------------------- | --------- |
| 1         | Kyivstar                                       | 900/1800 MHz GSM (GPRS, EDGE) 2100 MHz UMTS, HSDPA, HSUPA, HSPA, HSPA+, DC-HSPA+ 1800/2600 MHz LTE, LTE-A                      | 25,4 (4Q 2015)        | VEON                                     | 25503     |
| 2         | Vodafone Ukraine (Precedentemente MTS Ukraine) | 900/1800 MHz GSM (GPRS, EDGE) 2100 MHz UMTS, HSDPA, HSUPA, HSPA, HSPA+, DC-HSPA+ 1800/2600 MHz LTE, LTE-A                      | 20,7 (1Q 2018)        | MTS                                      | 25501     |
| 3         | life:)                                         | 900/1800 MHz GSM (GPRS, EDGE) 2100 MHz UMTS, HSDPA, HSUPA, HSPA, HSPA+, DC-HSPA+, 3C-HSDPA 1800/2600 MHz LTE, LTE-A, LTE-A Pro | 10,6 (4Q 2015)        | Turkcell                                 | 25506     |
| 4         | Intertelecom                                   | 800 MHz CDMA2000, CDMA2000 EV-DO rel.0, rev. A, rev. B                                                                         | 1,204 (4Q 2012)       | Odinaco Ltd (49%), Victor Gushan (35,7%) | 25504     |
| 5         | TriMob                                         | 2100 MHz UMTS, HSDPA, HSUPA, HSPA (Roaming sulla re te Vodafone)                                                               | 1,009 (4Q 2012)       | Ukrtelecom                               | 25507     |
| 6         | PEOPLEnet                                      | 800 MHz CDMA2000, CDMA2000 EV-DO                                                                                               | 0,853 (4Q 2012)       | Telesystemy Ukrainy                      | 25521     |

## Ungheria
| Posizione | Operatore                                  | Tecnologia | Abbonati (in milioni)          | Proprietario/i                                       | MCC / MNC |
| --------- | ------------------------------------------ | --- | ------------------------------ | ---------------------------------------------------- | --------- |
| 1         | Telekom (Precedentemente Westel, T-Mobile) | GSM-900/1800 (GPRS, EDGE) 2100 MHz UMTS, HSDPA, HSUPA, HSPA+, DC-HSPA+ 800/1800/2600 MHz LTE, LTE-A (LTE 800 MHz è in cooperazione con Telenor)     | 5,298 (Q1 2018)                | Deutsche Telekom (59,21%), Azionisti liberi (40,79%) | 21630     |
| 2         | Telenor (Precedentemente Pannon)           | GSM-900/1800 (GPRS, EDGE) 900/2100 MHz UMTS, HSDPA, HSUPA, HSPA+, DC-HSPA+ 800/1800/2600 MHz LTE, LTE-A (LTE 800 MHz è in cooperazione con Telekom) | 3,560 (30,84% – marzo 2014)    | PPF                                                  | 21601     |
| 3         | Vodafone                                   | GSM-900/1800 (GPRS, EDGE) 900/2100 MHz UMTS, HSDPA, HSUPA, HSPA+, DC-HSPA+ 800/1800/2600 MHz LTE, LTE-A                                             | 2,881 (giugno 2018)            | Vodafone                                             | 21670     |
| 4         | Digi.Mobil (in prova)                      | 1800 MHz LTE | Pianificato per settembre 2018 | RCS & RDS                                            | 21603     |